# Condylona sontipes
Condylona sontipes är en mångfotingart som beskrevs av Chamberlin 1941. Condylona sontipes ingår i släktet Condylona och familjen storjordkrypare. Inga underarter finns listade i Catalogue of Life.